# Donato Penella
Donato Alberto Penella (San Miguel de Tucumán,Tucumán; 8 de junio de 1903 - 28 de febrero de 1968) fue un futbolista argentino que jugaba como delantero.

## Trayectoria

### Atlético Tucumán
Penella se inició futbolísticamente en Atlético Tucumán. Debutó con la camiseta del decano en 1920 y en su primer año se coronó campeón tucumano. En 1921 obtuvo el bicampeonato tucumano. En el año 1922 anotó el primer gol ante Racing en el marco de la inauguración del Monumental José Fierro, en ese momento llamado Grand Stadium. Volvió a ganar el campeonato tucumano en 1924 y 1927.

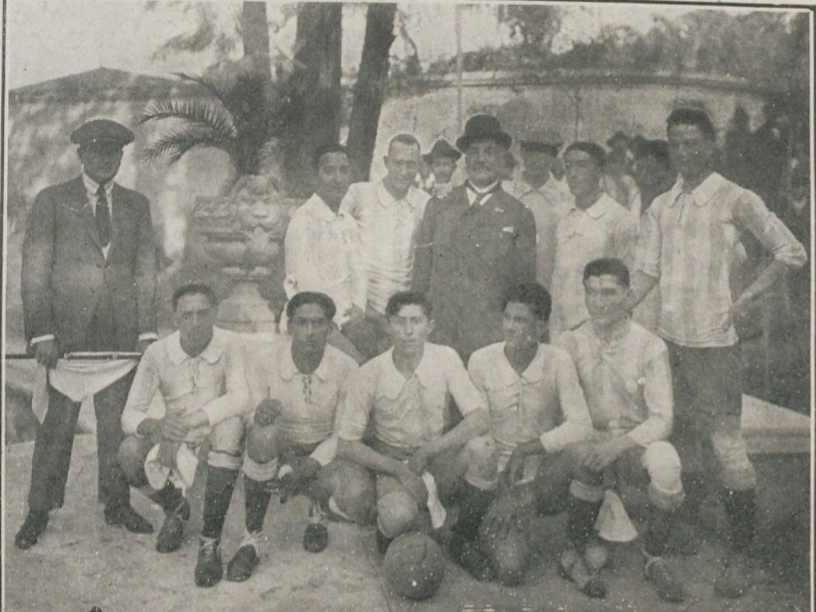
Formación de Atlético Tucuman en 1920.

### Boca Juniors
Su gran rendimiento en Atlético Tucumán lo llevó al fútbol de Buenos Aires, más específicamente a Boca Juniors, en donde se coronó campeón de dos torneos de primera división, en 1930 y 1931.

### Regreso a Tucumán
En 1933, después de su paso por el fútbol porteño, retornó al club de sus amores. Con Atlético Tucumán se consagró campeón en 1935, formando delantera con Santiago Michal y Leónidas van Gelderen. En 1937 y 1938 se coronó bicampeón tucumano.
Penella marcó 125 goles en 208 partidos con la camiseta del decano. Es el cuarto goleador histórico de Atlético Tucumán y el quinto máximo goleador del Clásico Tucumano.

## Selección Argentina
Penella debutó con la selección argentina por la copa Newton de 1927 ante Uruguay.

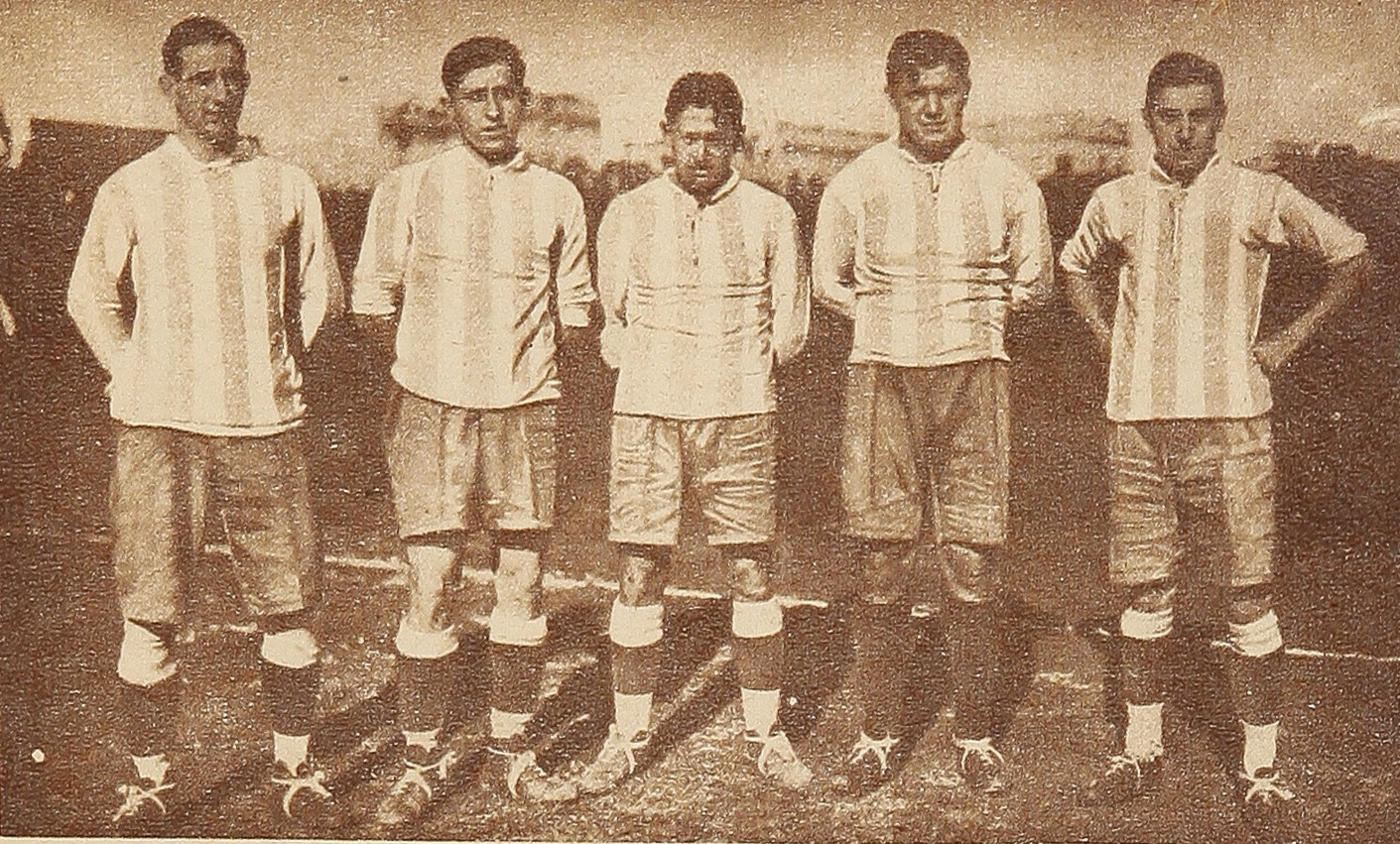
Delantera de la Selección Argentina. De izquierda a derecha: Carricaberry, Penella, Sosa, Seoane y Orsi

## Clubes
| Club             | País      |
| ---------------- | --------- |
| Atlético Tucumán | Argentina |
| Boca Juniors     | Argentina |
| Atlético Tucumán | Argentina |

## Palmarés
| Título           | Equipo              | País      | Año  |
| ---------------- | ------------------- | --------- | ---- |
| Liga Tucumana    | Atlético Tucumán    | Argentina | 1920 |
| Liga Tucumana    | Atlético Tucumán    | Argentina | 1921 |
| Liga Tucumana    | Atlético Tucumán    | Argentina | 1924 |
| Liga Tucumana    | Atlético Tucumán    | Argentina | 1927 |
| Liga Tucumana    | Atlético Tucumán    | Argentina | 1935 |
| Liga Tucumana    | Atlético Tucumán    | Argentina | 1937 |
| Liga Tucumana    | Atlético Tucumán    | Argentina | 1938 |
| Primera división | Boca Juniors        | Argentina | 1930 |
| Primera división | Boca Juniors        | Argentina | 1931 |
| Copa Newton      | Selección Argentina | Argentina | 1927 |